# Vesicularia bescherellei
Vesicularia bescherellei là một loài Rêu trong họ Hypnaceae. Loài này được (Renauld) Broth. miêu tả khoa học đầu tiên năm 1908.